# Llista de monuments de Sant Julià de Ramis
Llista de monuments de Sant Julià de Ramis inclosos en l'Inventari del Patrimoni Arquitectònic Català pel municipi de Sant Julià de Ramis (Gironès) incloent el nou municipi de Medinyà segregat el 2015. Inclou els inscrits en el Registre de Béns Culturals d'Interès Nacional (BCIN) amb la classificació de monuments històrics, els béns culturals d'interès local (BCIL) de caràcter immoble i la resta de béns arquitectònics integrants del patrimoni cultural català.
| Monument                                                        | Protecció    | Estil/època                                      | Localització                                                                                | Coordenades                                          | Codi?         | Imatge |
| --------------------------------------------------------------- | ------------ | ------------------------------------------------ | ------------------------------------------------------------------------------------------- | ---------------------------------------------------- | ------------- | --- |
| Castell de Medinyà                                              | BCIN 1483-MH | Medieval, XVI-XVIII                              | Sant Julià de Ramis                                                                         | 42° 02′ 58″ N, 2° 51′ 54″ E / 42.049388°N,2.865114°E | RI-51-0006088 | Castell de Medinyà (Sant Julià de Ramis) · Vegeu més fotos d'aquest monument · Carregueu una nova foto d'aquest monument                             |
| Castell de Montagut                                             | BCIN 1484-MH | Obra popular XIII-XV                             | Sant Julià de Ramis                                                                         | 42° 01′ 54″ N, 2° 48′ 56″ E / 42.031588°N,2.815573°E | RI-51-0006089 | Castell de Montagut (Sant Julià de Ramis) · Vegeu més fotos d'aquest monument · Carregueu una nova foto d'aquest monument                            |
| Can Margarit, Can Clotes, Can Pagès                             | BCIN 1485-MH | XVI                                              | Sant Julià de Ramis                                                                         | 42° 01′ 48″ N, 2° 51′ 14″ E / 42.03005°N,2.85384°E   | RI-51-0006091 | Carregueu una nova foto d'aquest monument |
| La Maestranza, o Castell de Sant Julià                          | BCIN 1486-MH | XIX Final                                        | Sant Julià de Ramis Turó de la Castanyeda                                                   | 42° 01′ 54″ N, 2° 50′ 53″ E / 42.031776°N,2.847954°E | RI-51-0006090 | La Maestranza (Sant Julià de Ramis) · Vegeu més fotos d'aquest monument · Carregueu una nova foto d'aquest monument                                  |
| Nucli de Sant Julià de Ramis                                    | BCIL 2007    |                                                  | Sant Julià de Ramis Ajuntament, església i masies de Can Portoles i Cal Cabrit              | 42° 02′ 03″ N, 2° 50′ 24″ E / 42.034031°N,2.840015°E | IPA-21765     | Nucli de Sant Julià de Ramis · Vegeu més fotos d'aquest monument · Carregueu una nova foto d'aquest monument                                         |
| Sant Vicenç de les Roquetes                                     | BCIL 2007    | Romànic XII-XIII, XV                             | Sant Julià de Ramis Camí del Congost                                                        | 42° 01′ 37″ N, 2° 51′ 01″ E / 42.02704°N,2.8504°E    | IPA-21766     | Sant Vicenç de les Roquetes (Sant Julià de Ramis) · Vegeu més fotos d'aquest monument · Carregueu una nova foto d'aquest monument                    |
| Veïnat dels Sants Metges                                        | BCIL 2007    | XV-XVI                                           | Sant Julià de Ramis Pla del vessant nord-est de la muntanya dels Sants Metges               | 42° 01′ 41″ N, 2° 51′ 13″ E / 42.027968°N,2.853645°E | IPA-21767     | Veïnat dels Sants Metges (Sant Julià de Ramis) · Vegeu més fotos d'aquest monument · Carregueu una nova foto d'aquest monument                       |
| Can Santvicenç                                                  | BCIL 2007    | Obra popular XVI-XVII                            | Sant Julià de Ramis Camí del Congost                                                        | 42° 01′ 38″ N, 2° 51′ 01″ E / 42.027205°N,2.850267°E | IPA-21771     | Can Sant Vicenç (Sant Julià de Ramis) · Vegeu més fotos d'aquest monument · Carregueu una nova foto d'aquest monument                                |
| Ca l'Arnau                                                      | BCIL 2007    | Obra popular XVI-XIX                             | Sant Julià de Ramis Camí del Congost                                                        | 42° 01′ 52″ N, 2° 50′ 40″ E / 42.031079°N,2.844375°E | IPA-21772     | Ca l'Arnau (Sant Julià de Ramis) · Vegeu més fotos d'aquest monument · Carregueu una nova foto d'aquest monument                                     |
| Cal Caballé                                                     | BCIL 2007    | Obra popular XVII-XVIII                          | Sant Julià de Ramis Pla de Can Font                                                         | 42° 02′ 10″ N, 2° 51′ 26″ E / 42.036112°N,2.857211°E | IPA-21776     | Cal Caballé (Sant Julià de Ramis) · Vegeu més fotos d'aquest monument · Carregueu una nova foto d'aquest monument                                    |
| Veïnat de la Garriga                                            | BCIL 2007    | XX                                               | Sant Julià de Ramis Al sud del nucli de Sant Julià, seguint la N-IIa direcció Sarrià de Ter | 42° 01′ 56″ N, 2° 50′ 14″ E / 42.032255°N,2.837102°E | IPA-21780     | Veïnat de la Garriga (Sant Julià de Ramis) · Vegeu més fotos d'aquest monument · Carregueu una nova foto d'aquest monument                           |
| Veïnat de Costa Roja                                            | BCIL 2007    |                                                  | Sant Julià de Ramis Al nord-est del nucli urbà, prop del km 725 de la N-IIa                 | 42° 02′ 30″ N, 2° 51′ 01″ E / 42.041761°N,2.850164°E | IPA-21787     | Carregueu una nova foto d'aquest monument |
| Veïnat Olivars                                                  | BCIL 2007    |                                                  | Sant Julià de Ramis Al nord del nucli urbà, agafant un camí entre el km 52-53 de l'AP-7     | 42° 03′ 06″ N, 2° 50′ 29″ E / 42.051589°N,2.841337°E | IPA-21790     | Carregueu una nova foto d'aquest monument |
| Veïnat de Sarrià o Pla de Baix                                  | BCIL 2007    |                                                  | Sant Julià de Ramis Al sud del nucli urbà, compartit amb Sarrià de Ter                      | 42° 01′ 23″ N, 2° 49′ 29″ E / 42.023136°N,2.824727°E | IPA-21796     | Carregueu una nova foto d'aquest monument |
| Pont de la Rasa                                                 | BCIL 2007    | Obra popular XX Inici                            | Sant Julià de Ramis Carretera antiga de Sarrià a Banyoles                                   |                                                      | IPA-21797     | Carregueu una nova foto d'aquest monument |
| Nucli antic de Medinyà                                          | BCIL 2007    |                                                  | Sant Julià de Ramis Al nord-est del nucli urbà, prop del km 51 de l'AP-7                    | 42° 02′ 58″ N, 2° 51′ 55″ E / 42.049519°N,2.865408°E | IPA-21798     | Nucli antic de Medinyà (Sant Julià de Ramis) · Vegeu més fotos d'aquest monument · Carregueu una nova foto d'aquest monument                         |
| Can Guilana                                                     | BCIL 2007    | Obra popular XV-XVI, XIX                         | Sant Julià de Ramis Can Guilana                                                             | 42° 01′ 33″ N, 2° 48′ 30″ E / 42.025967°N,2.808209°E | IPA-21786     | Can Guilana (Sant Julià de Ramis) · Vegeu més fotos d'aquest monument · Carregueu una nova foto d'aquest monument                                    |
| Casa Nova del Terri, Mas Sardà                                  | BCIL 2007    | Eclecticisme XIX                                 | Sant Julià de Ramis Ctra. de Medinyà a Cornellà                                             | 42° 02′ 41″ N, 2° 51′ 10″ E / 42.044798°N,2.852709°E | IPA-21788     | Carregueu una nova foto d'aquest monument |
| Can Patrici, Can Garriga                                        | BCIL 2007    | Obra popular XV-XVII, XIX                        | Sant Julià de Ramis La Garriga                                                              | 42° 01′ 57″ N, 2° 49′ 47″ E / 42.032522°N,2.829826°E | IPA-21781     | Carregueu una nova foto d'aquest monument |
| Can Faura, Can Regugent                                         | BCIL 2007    | Obra popular XV-XVII, XIX                        | Sant Julià de Ramis La Garriga                                                              | 42° 01′ 56″ N, 2° 49′ 43″ E / 42.032218°N,2.828715°E | IPA-21783     | Carregueu una nova foto d'aquest monument |
| Església de Sant Sadurní de Medinyà                             | BCIL 2007    | Barroc, obra popular XVIII Mitjan                | Sant Julià de Ramis                                                                         | 42° 02′ 58″ N, 2° 51′ 55″ E / 42.049452°N,2.865357°E | IPA-21799     | Església parroquial de Sant Sadurní de Medinyà (Sant Julià de Ramis) · Vegeu més fotos d'aquest monument · Carregueu una nova foto d'aquest monument |
| Can Trias                                                       | BCIL 2007    | Obra popular XVIII Mitjan                        | Sant Julià de Ramis Montagut                                                                | 42° 02′ 00″ N, 2° 49′ 00″ E / 42.033208°N,2.816559°E | IPA-21784     | Carregueu una nova foto d'aquest monument |
| Can Mur Vell                                                    | BCIL 2007    | Obra popular XVII-XVIII                          | Sant Julià de Ramis Montagut                                                                | 42° 01′ 53″ N, 2° 48′ 43″ E / 42.031264°N,2.811908°E | IPA-21785     | Can Mur Vell (Sant Julià de Ramis) · Vegeu més fotos d'aquest monument · Carregueu una nova foto d'aquest monument                                   |
| Can Maubert                                                     | BCIL 2007    | Obra popular XV-XVI, XVII                        | Sant Julià de Ramis Olivars                                                                 | 42° 02′ 42″ N, 2° 50′ 35″ E / 42.044965°N,2.843103°E | IPA-21789     | Carregueu una nova foto d'aquest monument |
| Capella de Sant Joaquim d'Olivars, Santa Maria                  | BCIL 2007    | Romànic XI-XII                                   | Sant Julià de Ramis Olivars                                                                 | 42° 03′ 07″ N, 2° 50′ 32″ E / 42.05196°N,2.84228°E   | IPA-21791     | Capella de Sant Joaquim d'Olivars (Sant Julià de Ramis) · Vegeu més fotos d'aquest monument · Carregueu una nova foto d'aquest monument              |
| Can Font de la Muntanya                                         | BCIL 2007    | Obra popular XVI, XVII, XIX                      | Sant Julià de Ramis Olivars                                                                 | 42° 03′ 05″ N, 2° 50′ 29″ E / 42.051263°N,2.841395°E | IPA-21792     | Can Font de la Muntanya (Sant Julià de Ramis) · Vegeu més fotos d'aquest monument · Carregueu una nova foto d'aquest monument                        |
| Cal Frare, o Cal Ferrer                                         | BCIL 2007    | Obra popular XVII                                | Sant Julià de Ramis Olivars                                                                 | 42° 03′ 06″ N, 2° 50′ 26″ E / 42.051577°N,2.840530°E | IPA-21793     | Cal Frare (Sant Julià de Ramis) · Vegeu més fotos d'aquest monument · Carregueu una nova foto d'aquest monument                                      |
| Can Carreras                                                    | BCIL 2007    | Obra popular XVII, XVIII, XIX                    | Sant Julià de Ramis Olivars                                                                 | 42° 03′ 05″ N, 2° 50′ 28″ E / 42.051488°N,2.841238°E | IPA-21794     | Carregueu una nova foto d'aquest monument |
| Can Martí                                                       | BCIL 2007    | Obra popular XVII, XVIII, XIX                    | Sant Julià de Ramis Olivars                                                                 | 42° 03′ 03″ N, 2° 50′ 32″ E / 42.050872°N,2.842218°E | IPA-21795     | Can Martí (Sant Julià de Ramis) · Vegeu més fotos d'aquest monument · Carregueu una nova foto d'aquest monument                                      |
| Can Font del Pla                                                | BCIL 2007    | Obra popular XVI-XVII, XIX                       | Sant Julià de Ramis Pla de Can Font                                                         | 42° 02′ 05″ N, 2° 51′ 24″ E / 42.034783°N,2.856677°E | IPA-21778     | Carregueu una nova foto d'aquest monument |
| Rectoria dels Sants Metges                                      | BCIL 2007    | Obra popular XIV-XV                              | Sant Julià de Ramis Sants Metges                                                            | 42° 01′ 41″ N, 2° 51′ 14″ E / 42.027934°N,2.853853°E | IPA-21768     | Rectoria dels Sants Metges (Sant Julià de Ramis) · Vegeu més fotos d'aquest monument · Carregueu una nova foto d'aquest monument                     |
| Església dels Sants Metges, Santuari de Sant Cosme i Sant Damià | BCIL 2007    | Romànic, renaixement, barroc XI-XII, XVII, XVIII | Sant Julià de Ramis Sants Metges                                                            | 42° 01′ 41″ N, 2° 51′ 13″ E / 42.028114°N,2.853551°E | IPA-21769     | Església dels Sants Metges (Sant Julià de Ramis) · Vegeu més fotos d'aquest monument · Carregueu una nova foto d'aquest monument                     |
| Can Maset                                                       | BCIL 2007    | Obra popular XV-XVI                              | Sant Julià de Ramis Veïnat de can Maset                                                     | 42° 01′ 49″ N, 2° 51′ 13″ E / 42.030402°N,2.853570°E | IPA-21775     | Carregueu una nova foto d'aquest monument |
| Església de Santa Fe de les Serres                              |              | Romànic XII-XIII                                 | Sant Julià de Ramis Veïnat de les Serres                                                    | 42° 04′ 09″ N, 2° 51′ 56″ E / 42.06905°N,2.8655°E    | IPA-36733     | Església de Santa Fe de les Serres (Sant Julià de Ramis) · Vegeu més fotos d'aquest monument · Carregueu una nova foto d'aquest monument             |
| Molí de Can Bram                                                | BCIL 2007    | Obra popular Medieval                            | Sant Julià de Ramis A l'est del veïnat de Montagut, prop del torrent de la Rasa             | 42° 01′ 41″ N, 2° 49′ 17″ E / 42.028139°N,2.821261°E | IPA-41456     | Molí de Can Bram (Sant Julià de Ramis) · Vegeu més fotos d'aquest monument · Carregueu una nova foto d'aquest monument                               |
| Molí de la Farga de Medinyà                                     |              | Obra popular Medieval, XIX                       | Sant Julià de Ramis Ribera de la Farga, Medinyà                                             | 42° 03′ 28″ N, 2° 52′ 28″ E / 42.057872°N,2.874325°E | IPA-42952     | Molí de la Farga (Sant Julià de Ramis) · Vegeu més fotos d'aquest monument · Carregueu una nova foto d'aquest monument                               |